# Kormánytisztviselő
A közszolgálati tisztviselőkről szóló 2011. évi CXCIX. törvény (Kttv.) hatálya alá tartozó közigazgatási dolgozók egyik rétege.
Kormánytisztviselők – az ügykezelők és a fizikai alkalmazottak kivételével – a Miniszterelnökség, a minisztérium, a kormányhivatal, a központi hivatal a kormányhivatalok és a központi hivatalok területi, helyi szerve, a vármegyei, fővárosi kormányhivatal, valamint területi szerve, továbbá a Kormány által intézményfenntartásra kijelölt szerv a rendőrség, a büntetés-végrehajtás és a hivatásos katasztrófavédelmi szerv központi és területi szervei által foglalkoztatott közszolgák. Kormánytisztviselői jogállású a közigazgatási államtitkár és a helyettes államtitkár is.
A kormánytisztviselőkre vonatkozó szabályok – a Kttv.-ben foglalt eltérésekkel – a közszolgálati tisztviselők másik három rétegére, a köztisztviselőkre, a kormányzati ügykezelőkre és a közszolgálati ügykezelőkre is vonatkoznak.

## A közszolgálati jogviszony létrejötte
A közszolgálati tisztviselők foglalkoztatása közszolgálati jogviszony keretében történik, amelynek a kormánytisztviselőkre (és a kormányzati ügykezelőkre) vonatkozó speciális típusa az ún. kormányzati szolgálati jogviszony. A közszolgálati jogviszonyt – a munkaviszonnyal szemben – nem munkaszerződés, hanem kinevezés létesíti. A kinevezés egy egyoldalú, a munkáltató által írásban megtett jognyilatkozat, amelyet a leendő kormánytisztviselőnek – szintén írásban – el kell fogadnia a jogviszony létrejöttéhez. A kormánytisztviselőnek kinevezésekor esküt kell tennie, amelyet szóban kell elmondani és írásban megerősíteni.
Az alkalmazás általános feltételei:
- magyar állampolgárság,
- büntetlen előélet,
- legalább középiskolai végzettség (érettségi vizsga),
- cselekvőképesség.

Egyes fontos és bizalmas munkakörökben csak az alkalmazható, aki az általános alkalmazási feltételek mellett a munkakörre előírt, az állami élet és a nemzetgazdaság jogszerű működéséhez szükséges biztonsági feltételeknek megfelel. Ilyen különös feltételek lehetnek:
- meg kell felelni bizonyos nemzetbiztonsági feltételeknek,
- vagyonnyilatkozat,
- meghatározott iskolai végzettség (pl. jogi), képesítés (pl. közigazgatási szakvizsga) vagy képesség (pl. idegennyelvtudás),
- meghatározott gyakorlati idő letöltése,
- egészségi és pszichikai alkalmasság.

## A közszolgálati jogviszony megszűnése, megszüntetése
A közszolgálati jogviszony általában határozatlan idejű (de lehet határozott idejű is, pl. helyettesítés), módosítani főszabály szerint közös megegyezéssel lehet. A jogviszony megszűnése vagy megszüntetése csak törvényben meghatározott esetben és módon lehetséges.
A megszűnés azt jelenti, hogy a felek akaratától függetlenül, lényegében automatikusan, minden további jognyilatkozat nélkül szűnik meg a közszolgálati jogviszony. Ennek okai például a következők lehetnek:
- lejár a kinevezésben foglalt határozott idő,
- a kormánytisztviselő halála,
- a 70. életév betöltése,
- a közigazgatási szerv jogutód nélküli megszűnése,
- hivatalvesztés fegyelmi büntetés kiszabása,
- törvényben meghatározott egyéb esetek (pl. nem szünteti meg az összeférhetetlenségét, a közigazgatási alapvizsgát az előírt határidőn belül nem teszi le).

A megszüntetés mindig valamelyik (vagy mindkét) fél akaratától függ, jognyilatkozat szükséges hozzá. A jogviszony megszüntetési módjai a következők:
- a felek közös megegyezése,
- áthelyezés: ekkor a kormánytisztviselőt másik közigazgatási szervhez, illetve közalkalmazotti vagy hivatásos szolgálati szervhez helyezik át (de a versenyszférába nem lehet áthelyezni),
- lemondás: a kormánytisztviselő a közszolgálati jogviszonyról bármikor lemondhat (indokolás nélkül), a lemondási idő két hónap, de a felek ennél rövidebb időben is megállapodhatnak,
- próbaidő alatti azonnali hatályú megszüntetés: bármelyik fél kezdeményezheti, és nem kell indokolni,
- felmentés: a munkáltató általi megszüntetés, amely történhet a munkáltató mérlegelése alapján (pl. ha létszámcsökkentés miatt megszűnik a munkakör) vagy kötelező jelleggel (pl. a kormánytisztviselő hivatalára méltatlanná válik, munkavégzése nem megfelelő, vagy vezetőjének bizalmát elveszti).

A felmentést a munkáltató úgy köteles megindokolni, hogy abból a felmentés oka világosan kitűnjön. Vita esetén a munkáltatónak kell bizonyítania, hogy a felmentés indoka valós és okszerű. A felmentési idő két hónap.

## Felelősség a közszolgálatban
A kormánytisztviselőkre – és az összes közszolgálati alkalmazottra – szigorúbb felelősségi szabályok vonatkoznak, mint munkavállalókra. Ez főként abban nyilvánul meg, hogy esetükben az egyes törvények nemcsak a kártérítési felelősséget, hanem a fegyelmi felelősséget is szabályozzák.
A Kttv. szerint akkor követ el fegyelmi vétséget a kormánytisztviselő, ha kormányzati szolgálati jogviszonyból eredő kötelezettségét vétkesen (azaz szándékosan vagy gondatlanul) megszegi. Ha a vétkes kötelezettségszegés megállapítást nyer, a következő fegyelmi büntetések szabhatók ki:
- megrovás,
- az előmeneteli rendszerben a várakozási idő meghosszabbítása (legfeljebb két évvel),
- az előmeneteli rendszerben visszavetés egy fizetési vagy besorolási fokozattal,
- címtől való megfosztás, vezetői munkakörből nem vezetői munkakörbe helyezés,
- hivatalvesztés.

A kártérítési felelősség szabályai aszerint változnak, hogy ki kinek okozott kárt. Ez alapján háromféle felelősségi viszony alakulhat ki:
1. Amennyiben a kormánytisztviselő okozott kárt a munkáltatónak, a kártérítés mértéke nem haladhatja meg a kormánytisztviselő négyhavi illetményét. A szándékosan vagy súlyos gondatlansággal okozott károk esetén viszont teljes kártérítéssel tartozik.
2. Szigorúbb szabályok vonatkoznak a munkáltató felelősségére a kormánytisztviselőnek a kormányzati szolgálati jogviszonyával összefüggésben okozott kárért: ebben az esetben a munkáltatót teljes mértékű, vétkességre tekintet nélküli (azaz objektív) felelősség terheli. A munkáltató tehát akkor is kártérítésre kötelezhető, ha semmilyen fokú vétkesség nem terheli a károkozásban. A felelősség alól kizárólag abban az esetben mentesül, ha bizonyítja, hogy a kárt ellenőrzési körén kívül eső olyan körülmény okozta, amellyel nem kellett számolnia és nem volt elvárható, hogy a károkozó körülmény bekövetkezését elkerülje vagy a kárt elhárítsa (például ha a kormánytisztviselő a munkahelyén villámcsapás miatt szenved egészségkárosodást); vagy pedig a kárt kizárólag a károsult elháríthatatlan magatartása okozta (például a kormánytisztviselő – az előírások ellenére – működés közben belenyúl az iratmegsemmisítőbe, és megsérül).
3. Amennyiben a kormánytisztviselő közigazgatási jogkörben harmadik személynek okoz kárt, a károsulttal szemben a munkáltató lesz felelős, és teljes kártérítésre köteles. Ha például a kormánytisztviselő az építési törvény téves alkalmazása folytán elrendeli egy építmény lebontását, és a jogorvoslati eljárásokat követően bebizonyosodik a hatóság tévedése, az építmény tulajdonosa pert indíthat a közigazgatási szerv ellen. Ilyenkor az ügyféllel szemben a szervnek kell helytállnia, nem pedig a kormánytisztviselőnek. Ugyanakkor a közigazgatási szerv később – az 1. pontban említett szabályok alapján – helytállásra kötelezi a vétkes kormánytisztviselőt.